# Kerk-Avezaath
Kerk-Avezaath (51° 54′ N, 5° 23′ L) é uma cidade dos Países Baixos, na província de Guéldria. Kerk-Avezaath pertence ao município de Buren, e está situada a 3 km, a oeste de Tiel.
Em 2001, a cidade de Kerk-Avezaath tinha 1079 habitantes. A área urbana da cidade é de 0.31 km², e tem 437 residências. 
A área de Kerk-Avezaath, que também inclui as partes periféricas da cidade, bem como a zona rural circundante, tem uma população estimada em 1270 habitantes.